# بينيلوبي كروز
بينيلوبي كروز سانشيز (بالإسبانية: Penélope Cruz Sánchez)‏ (من مواليد 28 أبريل 1974 –)، هي ممثلة إسبانية شاركت في عدة أفلام بأدوار بطولية، وفازت بجائزة الأوسكار لأفضل ممثلة مساعدة في فيلم فيكي كريستينا برشلونة (2008). أشهر أفلامها، قراصنة الكاريبي: في بحار غريبة (2011)، وسماء الفانيلا (2001).

## الحياة الشخصية

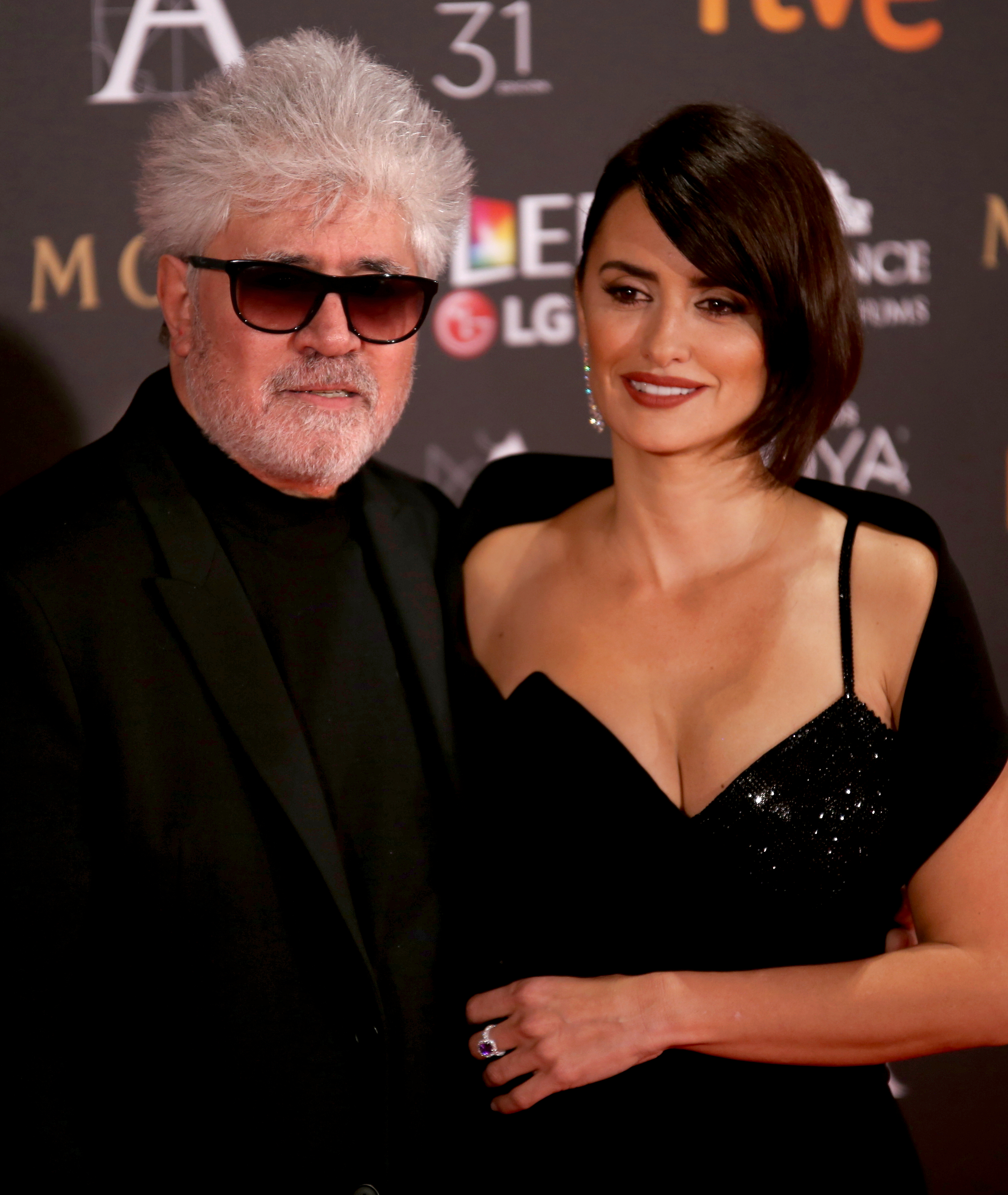
كروز مع مخرج فيلم العودة بيدرو ألمودوبار في حفل توزيع جوائز جويا ال31.

واعدت أصدقاء حميمين منهم: الممثل توم كروز، والممثل ماثيو ماكونهي. وأخيرا وفي عام 2010، أعلنت كروز زواجها من مواطنها الممثل خافيير باردم، وعقدا قرانهما في حفل أسري بمنزل أحد الأصدقاء في جزر باهاماس.

## أعمالها

### أفلام
- خامون خامون (1992)
- بيل إيبوكيه (1992)
- إفتح عينيك (1997)
- فتاة أحلامك (1998)
- كل شيء عن أمي (1999)
- مندولين الكابتن كوريلي (2001)
- سماء الفانيلا (2001)
- جوثيكا (2003)
- صحاري (2005)
- بانديداس (2006)
- العودة (2006)
- مانوليت (2007)
- ليلة سعيدة (2007)
- مرثية (2008)
- فيكي كريستينا برشلونة (2008)
- جي-فورس (2009)
- عناقات مكسورة (2009)
- تسعة (2009)
- الجنس والمدينة 2 (2010)
- قراصنة الكاريبي: في بحار غريبة (2011)
- إلى روما مع الحب (2012)
- أنا متحمس جدا (2013)
- المستشار (2013)
- أقزام العلب (2014)
- زولاندر 2 (2016)
- غريمسبي (2016)
- ملكة إسبانيا (2016)
- جريمة في قطار الشرق السريع (2017)
- الجميع يعرف (2018)
- ألم ومجد (2019)
- أمهات موازية (2021)
- 355 (2022)
- فيراري (2023)
- العروس! (2025)

## الترشيحات لجائزة الأوسكار
- أفضل ممثلة رئيسية، عام 2007، عن فيلم العودة.
- أفضل ممثلة مساعدة، عام 2009، عن فيلم فيكي كريستينا برشلونة، وفازت بها.
- أفضل ممثلة مساعدة، عام 2010، عن فيلم نيني.

## الترشيحات لجائزة الغولدن غلوب
- أفضل ممثلة، عام 2007، عن فيلم العودة.
- أفضل ممثلة مساعدة، عام 2009، عن فيلم فيكي كريستينا برشلونة.
- أفضل ممثلة مساعدة، عام 2010، عن فيلم نيني.

## وصلات خارجية
- بينيلوبي كروز على موقع IMDb (الإنجليزية)
- بينيلوبي كروز على موقع ميتاكريتيك (الإنجليزية)
- بينيلوبي كروز على موقع الموسوعة البريطانية (الإنجليزية)
- بينيلوبي كروز على موقع روتن توميتوز (الإنجليزية)
- بينيلوبي كروز على موقع مونزينجر (الألمانية)
- بينيلوبي كروز على موقع قاعدة بيانات الأفلام العربية
- بينيلوبي كروز على موقع ألو سيني (الفرنسية)
- بينيلوبي كروز على موقع ميوزك برينز (الإنجليزية)
- بينيلوبي كروز على موقع رولينغ ستون (الإنجليزية)
- بينيلوبي كروز على موقع تيرنر كلاسيك موفيز (الإنجليزية)
- بينيلوبي كروز at تي في تروبس  [لغات أخرى]‏
- بينيلوبي كروز على إن إن دي بي